# Station Korzeńsko
Station Korzeńsko is een spoorwegstation in de Poolse plaats Korzeńsko in de regio Neder-Silezië. Het station wordt bediend door stoptreinen van spoorlijn 271 Wrocław Główny – Poznań Główny en ligt op de grens van de regio Neder-Silezië en Groot-Polen. Tot 1939 was het station tevens gelegen op de landsgrens. Vanaf de opening in 1894 tot 26 augustus 1945 heette het station Korsenz en tussen 27 augustus 1945 en 15 juli 1947 Korzeniec. Sinds 16 juli dat jaar draagt het station de huidige naam.
In 2017 maakten dagelijks 300-499 reizigers gebruik van het station.

## Verbindingen
Vanuit het station vertrekken stoptreinen naar Poznań Główny, Rawicz, Wrocław Główny en Żmigród.